# Condado de Valley (Idaho)
O Condado de Valley é um dos 44 condados do Estado americano do Idaho. A sede do condado é Cascade, e a sua maior cidade é McCall. O condado tem uma área de 9670 km² (dos quais 145 km² estão cobertos por água), uma população de 11746 habitantes, e uma densidade populacional de 1,2 hab/km² (segundo o censo nacional de 2020). O condado foi fundado em 1917. Recebeu o seu nome a partir do vale do rio Payette.